# Michael Holliday
Michael Holliday (* 26. November 1924 in Liverpool, England; † 29. Oktober 1963 in Croydon, Surrey, England; eigentlich Norman Miller, später Norman Alexander Milne) war ein britischer Popsänger der Ende der 1950er / Anfang der 1960er Jahre großen Erfolg hatte. Mit den Singles The Story of My Life (1958) und Starry Eyed (1960) hatte er in seiner Heimat zwei Nummer-eins-Hits. Seine Stimme war der von Bing Crosby ähnlich, seine Songs (speziell die Hits) waren jedoch eher im Stil von Perry Como.

## Leben

### Aus der Handelsmarine in die Hitparade
Holliday wurde als Norman Miller in eine Liverpooler Seemannsfamilie aus dem Stadtbezirk Everton geboren (später änderte er seinen Namen offiziell in Norman Milne). Nach der Schule diente er in der britischen Handelsmarine. In Plymouth lernte er den Pianisten Trevor Stanford kennen, mit dem er während des Zweiten Weltkriegs gemeinsam auftrat – Stanford wurde später unter dem Namen Russ Conway ebenfalls zum Schallplattenstar. Während eines Aufenthalts in New York nahm Holliday an einem Talentwettbewerb in der Radio City Music Hall teil und gewann. Er entschloss sich, Profisänger zu werden, und bekam Jobs bei verschiedenen Bands, sang mit ihnen in Ferienzentren und im Hörfunk.
1955 gab Norrie Paramor ihm einen Plattenvertrag bei EMIs Columbia-Label. Die ersten Aufnahmen – Coverversionen von US-Hits wie The Yellow Rose of Texas oder Sixteen Tons – waren Flops, doch im Frühjahr 1956 kam der Durchbruch mit dem Top-Twenty-Hit Nothin’ to Do. Holliday trat nun regelmäßig im Fernsehen auf, bekam sogar seine eigene Show. Ende 1957 wurde die Single The Story of My Life veröffentlicht.

### Die Nummer-eins-Hits
The Story of My Life war der erste britische Hit für das Songwriting-Team Burt Bacharach / Hal David. Marty Robbins, in seiner Heimat USA bereits ein Star, hatte den Song in die Billboard-Charts gebracht. In Großbritannien nahmen mehrere Künstler seinen Hit auf, darunter Alma Cogan, Dave King und Gary Miller. Diese drei konnten ihre Versionen – im Gegensatz zu Robbins, der erst 1960 seinen ersten Hit (El Paso) auf der Insel hatte – in die britischen Top 30 bringen.
Doch den großen Hit mit dem Lied hatte Michael Holliday. Seine Single stieg am 17. Januar 1958 in die Hitparade ein und am 14. Februar brachte sie Holliday zum ersten Mal zwei Wochen lang auf die Nummer-eins-Position. Drei weitere Singles folgten dem großen Hit bis Juli des Jahres in die Charts, darunter immerhin eine Nummer drei mit Stairway of Love. Danach aber sah es so aus, als sollte Hollidays Karriere ihren Zenit überschritten haben. 18 Monate lang war sein Name in den Hitlisten nicht mehr zu lesen.
Ende 1959 hörte sein Produzent Norrie Paramor ein Lied der US-Amerikaner Earl Shuman und Mort Garson mit dem Titel Starry Eyes. Zwar war die US-Aufnahme (gesungen von dem weitestgehend unbekannt gebliebenen Gary Stites) nur bis auf Platz 77 der Billboard-Charts geklettert, doch Paramor war der Meinung, das Lied passe ideal zum Stil seines Schützlings. Die britischen Schallplattenkäufer schienen diese Meinung zu teilen – am Neujahrstag 1960 war Starry Eyed erstmals in der britischen Hitparade notiert. Am 29. Januar eroberte die Single die Spitzenposition, musste sie allerdings schon in der Folgewoche an Anthony Newleys Why wieder abgeben.

### Abstieg und Tod
Holliday verkraftete den Erfolg nicht – und noch weniger das Ausbleiben des Charterfolgs nach seinem letzten Hit Mitte 1960, der allerdings auch nur Platz 50 erreichte. Das Lied hieß Little Boy Lost („Verlorener kleiner Junge“), ein bezeichnender Titel für den nicht einmal 1,70 Meter großen Holliday, der an krankhaftem Lampenfieber und mangelndem Selbstwertgefühl litt. Er umgab sich mit teuren Autos und schönen Frauen. 1961 hatte er einen Nervenzusammenbruch. Als auch 1962/1963 die Hits ausblieben – mittlerweile war andere Musik aus seiner Heimatstadt angesagt –, häuften sich die Schulden. Er war seit 1947 mit Margie, seiner großen Liebe, verheiratet, die ihn jedoch wegen seiner zahlreichen Affären verlassen hatte. Ihr schrieb er kurz vor seinem Tod: „Selbst meine Buchhalter sind meiner überdrüssig und haben mich allein gelassen. Die Einkommensteuer muss bis Mittwoch bezahlt sein, sonst … Ich glaube, ich bin nicht Manns genug, das allein zu schaffen.“
Am Abend des 28. Oktober 1963 war Holliday mit Bekannten in einem Club in Soho, der seinem Freund Freddie Mills gehörte, einem ehemaligen Boxer mit Verbindungen in die „Unterwelt“. Obwohl er in einer depressiven Stimmung zu sein schien, verließ er den Club mit einer Frau. In der Nacht schluckte er in seinem Anwesen eine Überdosis Schlaftabletten. Er starb in den frühen Morgenstunden im Krankenhaus von Croydon.
Michael Hollidays Grab ist auf dem Friedhof Anfield Cemetery in Liverpool.